# Samsung Galaxy 5
Samsung Galaxy 5, còn có tên là Samsung GT-I5500, Samsung GT-I5503, Samsung Galaxy Europa, Samsung Galaxy 550, Samsung Corby Smartphone và Samsung Corby Android tại một số quốc gia, là điện thoại thông minh. Nó sử dụng hệ điều hành mở Android. Được công bố vào 15 tháng 6 năm 2010.

## Thông số kỹ thuật
Kích thước điện thoại gồm 108 milimét (4,3 in) x 56 milimét (2,2 in) x 12,3 milimét (0,48 in). Chạy hệ điều hành mở Android 2.1 Eclair (hoặc 2.2 Froyo) và hỗ trợ HSDPA ("3.5G") 7.2 Mbit/s. Giao diện người dùng có màn hình cảm ứng diệndung không hỗ trợ cảm ứng đa điểm như các điện thoại thông minh cao cấp khác. Màn hình 2,8 inch (71 mm) hỗ trợ độ phân giải QVGA (240 x 320 pixel) với 16M màu. Các tính năng truyền thông bao gồm Bluetooth, 3G, Wi-Fi và A-GPS.

## Android
Khi được phát hành chính thức, điện thoại được cài sẵn hệ điều hành Android 2.1. Tính đến tháng 8 năm 2011, một số điện thoại cài sẵn Android 2.2 Froyo. Hầu hết các nhà mạng nâng cấp từ Android 2.1 lên 2.2 thông qua gói phần mềm Samsung Kies, đi kèm với điện thoại. Froyo mang đến nhiều tính năng mới cho điện thoại, bao gồm gọi thoại.
Không chính thức, điện thoại có thể chạy Android 2.3.7 Gingerbread, 4.0.4 ICS hoặc 4.3 Jelly Bean và 4.4.2 Kitkat thông qua CyanogenMod được làm bởi cùng một nhóm. Vào lúc đó, hơn 110,000 lượt cài đặt cho thiết bị Samsung i5500.

## Hình ảnh

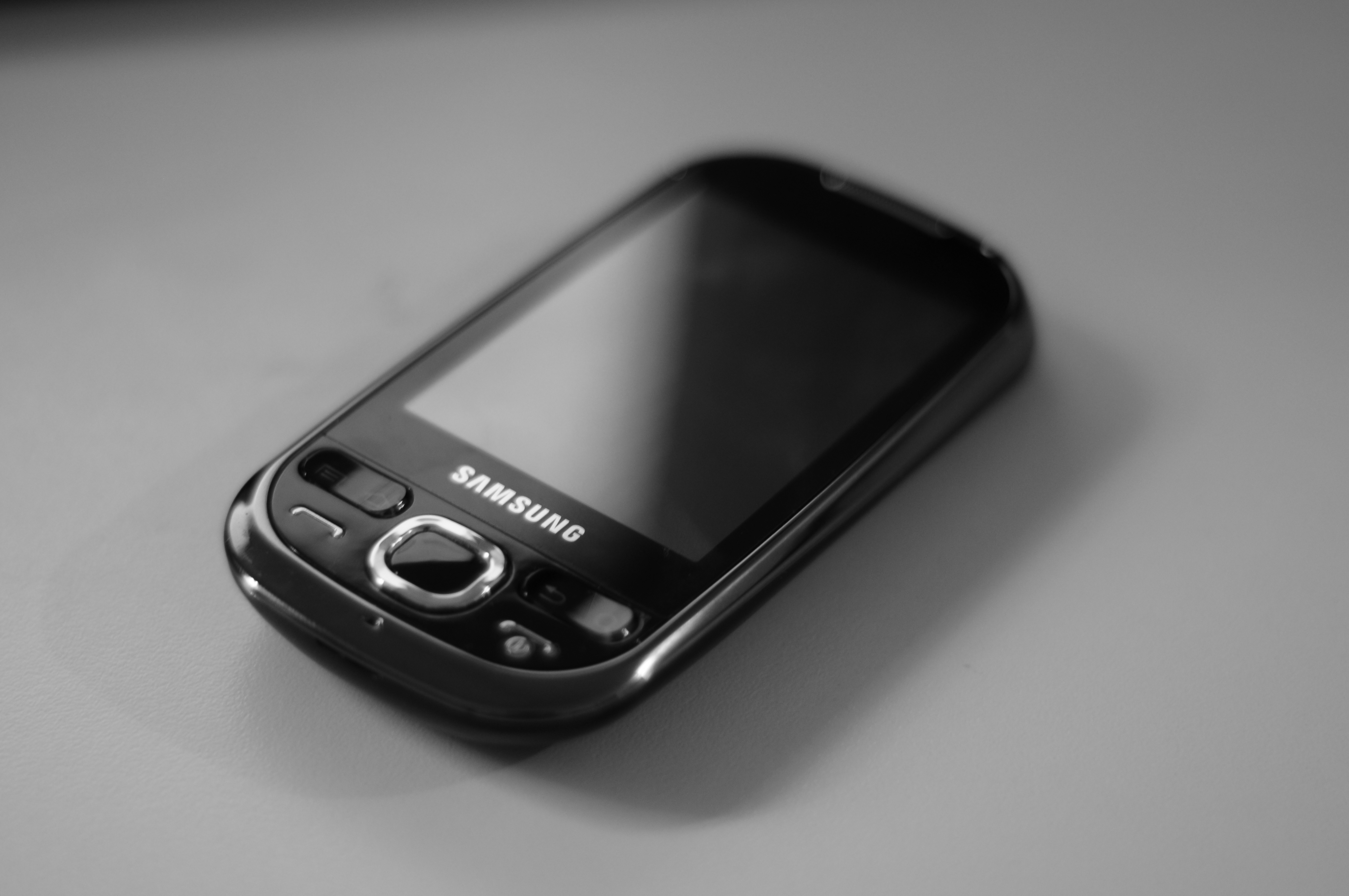
Samsung Galaxy 5.